# Ahlaf
Ahlaf (franska: Ahlaf (CR), Ahlaf (Commune Rurale), arabiska: تودغى  السفلى) är en kommun i Marocko.   Den ligger i provinsen Benslimane och regionen Casablanca-Settat, i den norra delen av landet, 80 km söder om huvudstaden Rabat. Antalet invånare är 12 841.